# Józef Skarbek Kiełczewski
Józef Skarbek Kiełczewski herbu Abdank (zm. w 1758 roku) – podsędek ziemski czerski w latach 1745-1752, regent grodzki lubelski w latach 1742-1745.